# De Leon
De Leon és una població dels Estats Units a l'estat de Texas. Segons el cens del 2000 tenia 2.433 habitants.

## Demografia
Segons el cens del 2000, De Leon tenia 2.433 habitants, 949 habitatges, i 605 famílies. La densitat de població era de 453,8 habitants/km².
Dels 949 habitatges en un 31,3% hi vivien nens de menys de 18 anys, en un 48,6% hi vivien parelles casades, en un 10,6% dones solteres, i en un 36,2% no eren unitats familiars. En el 33,5% dels habitatges hi vivien persones soles el 21,8% de les quals corresponia a persones de 65 anys o més que vivien soles. El nombre mitjà de persones vivint en cada habitatge era de 2,47 i el nombre mitjà de persones que vivien en cada família era de 3,16.
Per edats la població es repartia de la següent manera: un 28% tenia menys de 18 anys, un 7% entre 18 i 24, un 23,4% entre 25 i 44, un 19,6% de 45 a 60 i un 21,9% 65 anys o més.
L'edat mediana era de 38 anys. Per cada 100 dones de 18 o més anys hi havia 81,6 homes.
La renda mediana per habitatge era de 19.563 $ i la renda mediana per família de 29.167 $. Els homes tenien una renda mediana de 25.802 $ mentre que les dones 19.583 $. La renda per capita de la població era d'11.451 $. Aproximadament el 23,4% de les famílies i el 25,8% de la població estaven per davall del llindar de pobresa.

## Poblacions més properes
El següent diagrama mostra les poblacions més properes.